# 國王美術館

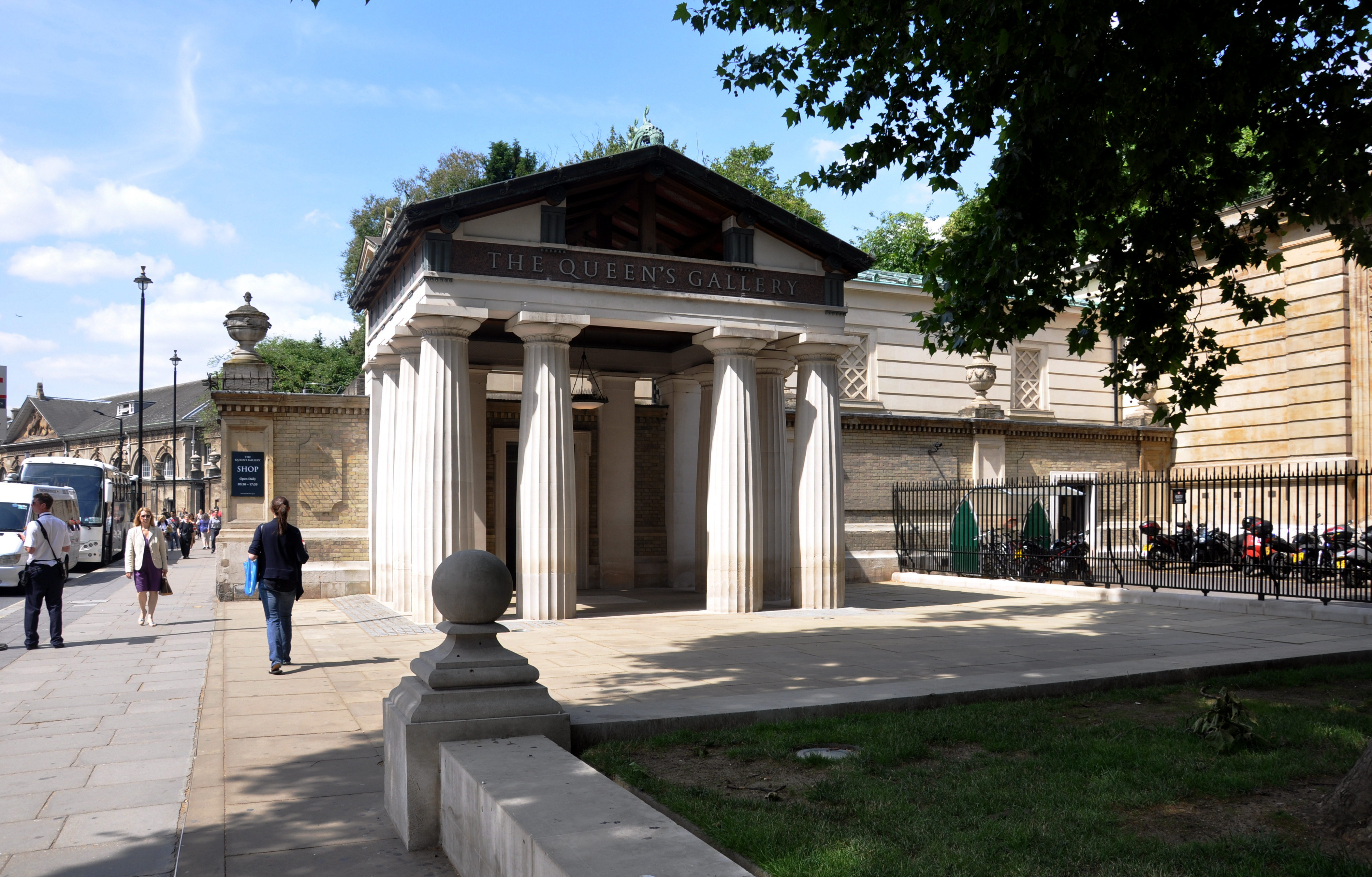
國王美術館 (2011年)

國王美術館（英語：King's Gallery）舊名女王美術館（英語：Queen's Gallery），是位於英國倫敦白金漢宮內的一座公共美術館，展示英國皇室收藏的美術品，平時大約展示有450件藏品。
國王美術館位於白金漢館西側，地處一座在二戰期間被轟炸的禮拜堂的舊址之上，在1962年首次公開。在1962年開幕至1999年整修閉館期間之前，國王美術館在37年間吸引了500萬人參觀。2002年5月21日，伊莉莎白二世為慶祝登基金禧年重新開放了畫廊 。

## 外部連結
- The Queen's Gallery, Buckingham Palace on Royal Collection site（页面存档备份，存于）

51°29′59.287″N 0°8′32.67″W / 51.49980194°N 0.1424083°W